# Commellus sexvittatus
Commellus sexvittatus är en insektsart som beskrevs av Van Duzee 1894. Commellus sexvittatus ingår i släktet Commellus och familjen dvärgstritar. Inga underarter finns listade i Catalogue of Life.